# Ciencia de la Red
Se denomina Ciencia de la Red a la disciplina científica que tiene por objeto el estudio sistemático y en profundidad de la World Wide Web.
Entre sus tareas, se incluyen tanto la confección de modelos estructurales de la misma y la especificación de los principios que posibilitan su crecimiento, como el análisis de las interacciones humanas que se dan en su interior y de cómo afectan estas a las convenciones sociales, abordando también los problemas relacionados con la privacidad y la propiedad intelectual.
La Ciencia de la Red se originó formalmente en 2006 con la creación de la "Iniciativa para la investigación en ciencia de la Red" (Web Science Research Initiative) por parte de miembros del Instituto de Tecnología de Massachusetts y de la Universidad de Southampton.
Algunos precedentes que mostraron la necesidad de esta disciplina fueron, por ejemplo, el algoritmo desarrollado por Larry Page y Sergey Brin, llamado PageRank, para medir la importancia de una página web, y el descubrimiento de que la conectividad obedece a una distribución de probabilidad de tipo potencia, dando lugar a la idea de red sin escala.

## Fuente bibliográfica
- Shadbolt, Nigel y Tim Berners-Lee, "La ciencia de la Red", Investigación y Ciencia, 387, diciembre de 2008, págs. 48-54.

- Datos: Q5673246